# Ижорска война (1610 – 1617)
Ижорската война е шведска военна интервенция в Руска Ингрия (Ингерманландия) през XVII век. През февруари 1609 г. в борбата си с Лъжедмитрий II.  
Михаил Шуйски сключва съюз с Швеция, според който той получава войски в замяна да предаде крепостта Корел .a от своя страна Русия да се откаже от претенциите си над Ливония. 
През юли 1611 г. шведската армия нахлува в Русия и окупира Новгород, което довежда до открита военна намеса на Полша която навлиза в страната и превзема градовете Смоленск и Москва в следствие на което на руския престол застава полския княз Владислав IV. 
През август 1612 г. в Москва избухва т.нар. патриотично въстание в което организираното народно опълчение обсажда поляците намиращи се в Кремъл и ги принуждават да се предадат в следствие на това поляците са прогонени от Москва .а на Земския събор от февруари 1613г. за цар на Русия е избран Михаил Романов като по този начин се слага  край на т.нар. Смутно време. Той е първият от рода на Романови.  
Междувременно шведските войски напредват към град Тахвин като го обсаждат ,но са отблъснати. Руският цар отказва да изпрати войските си в битка което води до удължаване на войната. През 1614г. шведите превземат Гдов ,а през 1615 г. шведската армия настъпва и обсажда Псков ,но руските генерали успяват да задържат града чак до 27 февруари 1617 г. Когато е подписан мирния договор от Столбово.  
Според договора от Столбово Русия се лишава от излаза си на Балтийско море като към Швеция са присъединени провинция Ингрия и градовете Ивангород. Яма. Нотеборг и Копорие ,а на Русия са върнати превзетите от шведската армиа Гдов и Новгород. 
- Михаил Скопин-Шуйски
- Густав II Адолф
- Сигизмунд III